# Adolf Friedrich VI. (Mecklenburg)

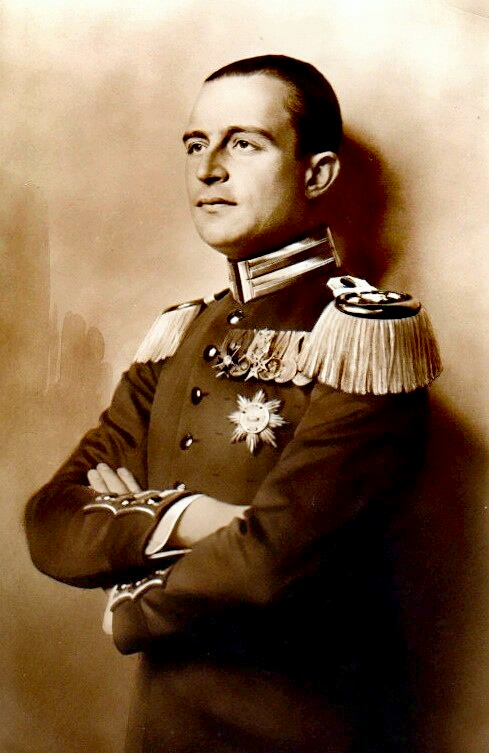
Großherzog Adolf Friedrich VI. (1912)

Adolf Friedrich VI., Großherzog von Mecklenburg [-Strelitz] (* 17. Juni 1882 in Neustrelitz; † 24. Februar 1918 ebenda; vollständiger Name: Adolf Friedrich Georg Ernst Albert Eduard) war von 1914 bis 1918 Großherzog von Mecklenburg im Landesteil Mecklenburg-Strelitz.

## Lebensweg
Adolf Friedrich wurde in Neustrelitz als drittes Kind und ältester Sohn des späteren Großherzogs Adolf Friedrich V. und dessen Frau Elisabeth von Anhalt geboren. Seine Taufe wurde am 19. Juli begangen, dem Geburtstag seiner Großmutter Augusta Karoline. Zu diesen Feierlichkeiten traf sich der Hochadel Europas in Neustrelitz. Der junge Adolf Friedrich wurde von 1891 bis 1898 in häuslicher Umgebung von seinem Hauslehrer Karl Horn unterrichtet. Nach seiner häuslichen Erziehung machte er sein Abitur in Dresden am Vitzthumschen Gymnasium und studierte ab 1902 Rechtswissenschaften in München. Durch den Tod seines Großvaters, Großherzog Friedrich Wilhelm (II.) und die Thronbesteigung seines Vaters am 30. Mai 1904 wurde Adolf Friedrich Erbgroßherzog von Mecklenburg im Landesteil Mecklenburg-Strelitz. In den Jahren von 1908 bis 1911 diente der Erbgroßherzog in Potsdam im 1. Garde-Ulanen-Regiment der Preußischen Armee. Am 30. September 1911 wurde er hier zum Rittmeister befördert und beendete im selben Jahr den aktiven Dienst. Anschließend wurde er dem Regiment à la suite gestellt.
Der großherzogliche Hof in Neustrelitz war in den ersten beiden Jahrzehnten des 20. Jahrhunderts als „extrem förmlich“ und „rigoros“ berüchtigt. Nach einem Besuch 1916 beklagte sich selbst Daisy von Pless, eine enge Freundin des späteren Großherzogs: „Die Etikette an großen Höfen versteht man noch; aber wenn ein kleiner Hof auch noch streng auf Etikette hält, ist mir das unausstehlich.“ Abgeschirmt von den Eltern, umsorgt nur von Gouvernanten, wuchsen die fürstlichen Kinder „in totaler Missachtung des wirklichen Lebens“ auf. Diese erdrückende Enge, immer neue Skandale und auch die Affären des Vaters, der „kein Kind von Traurigkeit“ war, belasteten den jungen Thronfolger sehr. Auch der Tod seines jüngeren Bruders Karl Borwin, welchen Ärzte der Familie mal mit Herzschwäche, dann wieder mit Leukämie zu erklären versuchten (Gerüchte wollten hingegen von einem verbotenen Duell mit einem Kommilitonen wegen der Beleidigung seiner älteren Schwester Marie wissen), blieb nicht ohne Wirkung auf die Lebensplanung des Erbgroßherzoges.
Um der Enge des Elternhauses zu entfliehen, reiste der Erbgroßherzog in den folgenden Jahren bevorzugt nach Großbritannien. Hier nahm er als Repräsentant des Hauses Mecklenburg-Strelitz an zahlreichen Feierlichkeiten des britischen Hochadels teil. 1912 und 1913 verbrachte er auch die Sommermonate auf den britischen Inseln. Seine Großmutter Augusta Karoline weckte durch ihren Einfluss ein lebenslanges Interesse für Großbritannien. Ihr Tod im Dezember 1916 traf den Enkel zutiefst.
Mit dem Tod seines Vaters am 11. Juni 1914 wurde Adolf Friedrich Großherzog. Bereits am 7. Juni 1914 hatte er als Erbgroßherzog vertretungsweise die Regierungsgeschäfte übernommen, während sein Vater sich in Berlin aufhielt, um sich ärztlich behandeln zu lassen. Sieben Wochen später begann der Erste Weltkrieg.
Anfänglich im Range eines Obersten diente der Großherzog im Stab der mecklenburgischen 17. Infanterie-Division an der Westfront. Neben den Auszeichnungen mit dem eisernen Kreuz beider Klassen wurde er im Jahr 1917 zum Generalmajor befördert. Seit 1914 war er außerdem Regimentschef vom II. (Strelitzer) Bataillon des Großherzoglich Mecklenburgischen Grenadier-Regiments Nr. 89, dem er bereits als Leutnant à la suite gestellt war. Während des Krieges setzte sich der Großherzog zusammen mit seiner Großmutter, Augusta Karoline von Cambridge, für die Aufklärung des Schicksals englischer Offiziere in deutscher Kriegsgefangenschaft ein. Dieses Engagement war in Kriegszeiten nicht überall gern gesehen und wurde zum Teil bewusst missgedeutet. So kam es, dass ein Brief des Großherzogs an Daisy von Pless der Postüberwachungskommission übergeben wurde. Der Großherzog befand sich zu diesem Zeitpunkt an der Westfront bei Noyon. In diesem Brief erbat er eine Liste von englischen Kriegsgefangenen, zu deren Verbleib er beitragen wollte. Daisy von Pless engagierte sich zu dieser Zeit im Roten Kreuz. Neben den Aufenthalten im Gefechtsstand der 17. Infanterie-Division besuchte der Großherzog oft Verwundete in den Lazaretten, auch das Neustrelitzer Blindenheim für die vom Gaskrieg Verletzten bekam während der Kriegszeit seine besondere Aufmerksamkeit. Als im Kriegsjahr 1917 die Lebensmittel knapp wurden, ließ der Schlossherr den gepflegten Rasen vor dem Residenzschloss Neustrelitz in eine Ackerfläche für den Kartoffelanbau umwandeln. Solche unkonventionellen Handlungen brachten ihm die Anerkennung der Bevölkerung ein, die in diesen Jahren schwer zu leiden hatte.
Adolf Friedrich VI. galt als einer der reichsten Junggesellen seiner Zeit. Zu seinen Bekanntschaften gehörten die Opernsängerin Mafalda Salvatini und auch Daisy von Pless. Zu beiden pflegte der Großherzog ein freundschaftliches Verhältnis, belegt durch den intensiven Briefwechsel mit beiden. Zu Letzterer hatte der Großherzog ein besonderes Vertrauensverhältnis, was aber nie über die freundschaftliche Beziehung hinausgegangen sei, wie Daisy von Pless in ihren späteren (teilweise Ehrenrühriges verschweigenden) Aufzeichnungen erklärte. Eine in Berlin lebende Ungarin namens Margit Höllrigl, die sich mit einem angeblichen Eheversprechen des Erbgroßherzoges zu Wort meldete, sorgte später auch für die Gerüchte um eine angebliche Homosexualität des Großherzogs. Zur Anbahnung einer Hochzeit mit Prinzessin Benigna Reuss zu Köstritz kam es nicht mehr. Der Großherzog war bereits zu Lebzeiten begehrtes Objekt der deutschen Boulevardpresse, nach seinem Tode steigerte sich das Maß der Spekulation nochmals. Auch die australische Tagespresse berichtete über die Umstände seines Todes. Für viele der vorgetragenen vermeintlichen „Wahrheiten“ gibt es allerdings keinerlei belastbare Dokumente oder Nachweise. Neuerdings sind das Leben und Wirken des Großherzoges Stoff eines Kriminalromans geworden.

## Umstände des Todes
Am 23. Februar 1918 begab sich der Großherzog mit seinem Hund zum abendlichen Spaziergang. Zu diesem Zeitpunkt wurde er zum letzten Mal lebend gesehen. Als er nach Einbruch der Dunkelheit nicht zurückkehrte, wurde eine Suchaktion gestartet. Hieran waren Militäreinheiten der Garnison Neustrelitz und Teile der Bevölkerung beteiligt. Sie fanden schließlich am Kammerkanal seinen Hund, eine Dogge, und seine Mütze. Am 24. Februar nachmittags fand man dann die Leiche des Großherzoges mit einer Schussverletzung in der Brust im Kammerkanal bei Neustrelitz. Die Schusswaffe konnte trotz intensiver Suche nie gefunden werden. Als Todeszeitpunkt wird im Obduktionsbefund der Abend des 23. Februar 1918 angenommen, als Todesursache wurde „Ertrinken“ festgestellt, in der Annahme, dass der Schuss nicht sofort tödlich war. Im Obduktionsbefund des Amtsarztes Friedrich Wilda heißt es, er sei „getroffen, vornüber ins Wasser gefallen und ertrunken“. Als Sterbedatum wird in Nachschlagewerken heute jedoch überwiegend das Datum der Auffindung der Leiche (24. Februar) angegeben. Aus seinem Umfeld wurde von depressiver Stimmung des Großherzoges berichtet, so auch später in den Memoiren der Daisy von Pless. Die genauen Umstände seines Todes oder Suizids sind bis heute ungeklärt und bleiben Gegenstand von Spekulationen und Verschwörungstheorien.
Entsprechend seinem Testament vom Frühjahr 1917, das im Schweriner Landeshauptarchiv verwahrt wird, wurde Adolf Friedrich VI. unweit der Familiengruft auf der Schlossinsel Mirow beigesetzt. Das Testament enthielt bereits eine Entwurfszeichnung des Grabmales.

### Trauerfeier
Die Trauerfeier fand in der Neustrelitzer Schlosskirche statt. An dieser nahmen neben der herzoglichen Familie der Prinz Wilhelm von Preußen, Großherzog Friedrich Franz IV. von Mecklenburg-Schwerin, Herzog Johann Albrecht zu Mecklenburg[-Schwerin], Herzog Adolf Friedrich von Mecklenburg-Schwerin, Prinz Julius Ernst zu Lippe und Staatsminister Heinrich Bossart teil. Die Trauerrede hielt der Neustrelitzer Superintendent Gerhard Tolzien.
Nach Abschluss der Trauerfeier wurde der Sarg des Großherzoges, angeführt vom herzoglichen Hofmarschall Georg von Yorry, durch seine Dienerschaft zum Leichenwagen gebracht. Die anschließende Trauerprozession führte durch die Straßen von Neustrelitz. Im Anschluss begab sich der Trauerzug auf der Landstraße in Richtung der Mirower Insel. Hier fand, wie vom Großherzog im Testament festgelegt, die Beisetzung statt.

### Grabmal

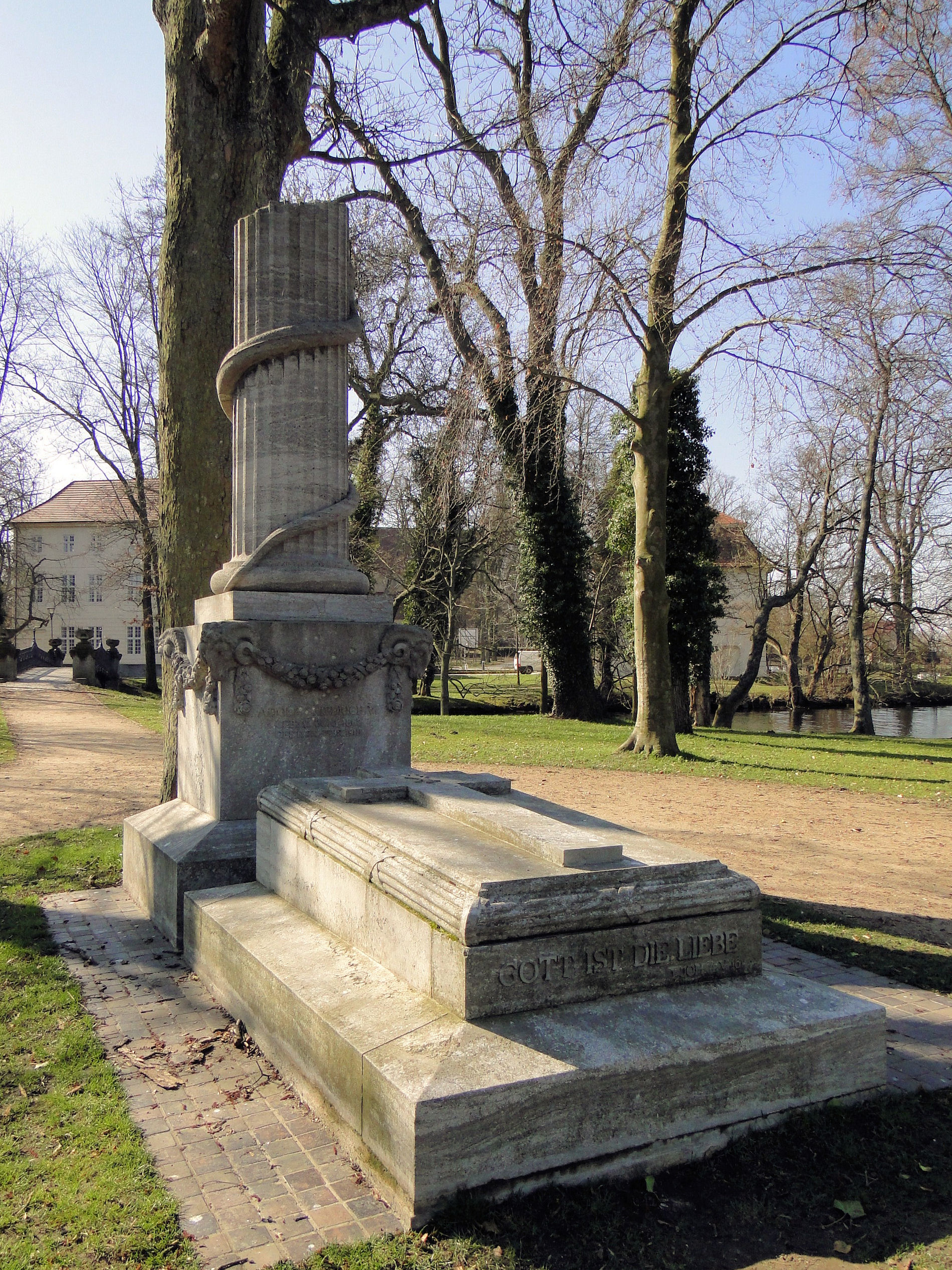
Grabmal Adolf Friedrichs VI. auf der Mirower Schlossinsel

Das Grabmal zeigt eine gebrochene Säule, die von einer überlebensgroßen Schlange umwunden wird. Die gebrochene Säule versinnbildlicht das zu früh beendete Leben und findet sich häufig auf Grabmälern von früh Verstorbenen. Am profilierten Postament finden sich umlaufend Rosen-Festons, welche auf Widderköpfen ruhen.
Die eigentliche Grablege wurde mit einer profilierten Grabplatte verschlossen. In die Grabplatte ist ein Kreuz mit Christusmonogramm eingearbeitet. Am Fuße des Kreuzes findet sich zudem die Inschrift Gott ist die Liebe (1 Joh 4,16 ).
Die symbolische Aussagekraft des Grabmals lässt Spielraum für Interpretationen. In Bezug auf dieses Grabmal wird die Schlossinsel Mirow auch als „Liebesinsel“ bezeichnet.

### Nachwirkungen
Innerhalb der Landeskirche bestand Klärungsbedarf, wie mit dem vermeintlichen Freitod des Großherzogs umzugehen sei.
Daher sah man sich gezwungen, im Kirchlichen Vierteljahresbericht vom 4. April 1918 unter dem Titel Rückwirkungen des Ablebens des Großherzogs Adolf Friedrich VI. auf die kirchlichen Ordnungen unserer Heimat das Thema zu erörtern.

## Nachfolge
Der Tod Adolf Friedrichs stürzte das Haus Mecklenburg-Strelitz in eine existenzielle Nachfolgekrise. Der nach dem Hausgesetz der mecklenburgischen Dynastie einzig mögliche Nachfolger Herzog Carl Michael, ein Enkel von Großherzog Georg, hatte bis 1917 in der russischen Armee gedient und befand sich im russischen Bürgerkrieg auf der Flucht. Er hatte bereits 1914 mit Genehmigung Adolf Friedrichs die russische Staatsbürgerschaft angenommen und erklärt, er werde im Falle einer Thronfolge auf sein Thronfolgerecht in Mecklenburg-Strelitz verzichten. Es gab zwar noch einen männlichen Verwandten, Carl Michaels Neffen Georg, Graf von Carlow. Dessen Vater, Carl Michaels Bruder Georg Alexander, hatte aber bereits bei seiner morganatischen Eheschließung 1890 gegenüber Großherzog Friedrich Wilhelm II. für sich und seine Nachkommen auf die Thronfolge verzichtet und sich lediglich das Recht einer agnatischen Regentschaft vorbehalten. Es kam zu einer kurzen Auseinandersetzung in der Thronfolgefrage, da Carl Michael als präsumptiver Thronerbe offiziell anerkannt wurde.
Schließlich übernahm Friedrich Franz IV. von Mecklenburg-Schwerin am 27. Februar 1918 die Regierungsgewalt und fungierte bis zum Ende der Monarchie als Verweser von Mecklenburg-Strelitz. Eine Lösung der Strelitzer Thronfolgefrage wurde durch den Ausgang der Novemberrevolution 1918, die auch in Mecklenburg die Monarchie beseitigte, gegenstandslos. Der förmliche Verzicht von Carl Michael auf sein Thronfolgerecht im Januar 1919 war nur noch eine innerfamiliäre Angelegenheit ohne jegliche politische Bedeutung. Wegen verfassungs- und vermögensrechtlicher Konsequenzen kam es 1926 zu einem Rechtsstreit zwischen den beiden mecklenburgischen Freistaaten vor dem Staatsgerichtshof für das Deutsche Reich.
Adolf Friedrich hinterließ sein Vermögen von ca. 30 Millionen Mark dem zweitgeborenen Sohn von Friedrich Franz IV., seinem Patenkind Christian Ludwig, unter der Bedingung, dass es zu einer neuen dynastischen Absprache käme, dieser als Großherzog in Mecklenburg-Strelitz folgen würde und seinen Wohnsitz in Neustrelitz nähme. Andernfalls würde die Erbschaft auf 3 Millionen Mark verringert. Dieser Wunsch widersprach den damals gültigen Hausgesetzen, die für den Fall des Aussterbens der Strelitzer Linie den Rückfall des Landesteils an die Linie Mecklenburg-Schwerin und damit die Wiedervereinigung der beiden mecklenburgischen Landesteile vorsah. Ob und welchen Konsens die Fürstenfamilie in dieser Situation unter anderen Umständen gefunden hätte und ob diese Regelungen die Zustimmung der alten parlamentarischen Gremien des mecklenburgischen Ständestaates gefunden hätten, ist spekulativ und historisch durch die eingetretenen Entwicklungen bedeutungslos. 1934 endete mit Herzog Carl Michael die thronfolgefähige Linie des Hauses Mecklenburg-Strelitz. Im selben Jahr erfolgt auch die Wiedervereinigung der Freistaaten Mecklenburg-Strelitz und Mecklenburg-Schwerin. Nachkommen der Familie tragen heute den Namen Herzog zu Mecklenburg.

## Auszeichnungen
Quelle: Mecklenburg-Strelitzsches Hof- und Staatshandbuch 1915
- Hausorden der Wendischen Krone, Großkreuz mit der Krone in Erz (verliehen am 30. Juli 1898) und der Ordenskette (verliehen am 11. Juni 1914)
- Greifenorden, Großkreuz (verliehen am 11. Juni 1914)
- Mecklenburg-Strelitzer Militärverdienstkreuz, I. und II. Klasse
- Mecklenburg-Schweriner Militärverdienstkreuz, II. Klasse
- Gedächtnismedaille für Großherzog Adolf Friedrich V.
- Hausorden Albrechts des Bären
- Hubertusorden
- Royal Victorian Order, Großkreuz (GCVO)
- Schwarzer Adlerorden mit Kette
- Roter Adlerorden, Großkreuz
- Herzoglich Sachsen-Ernestinischer Hausorden, Großkreuz
- Königlicher Hausorden von Hohenzollern mit Schwertern, I. Klasse
- Hausorden der Rautenkrone
- Lippischer Hausorden
- Montenegrinischer Familienorden vom Heiligen Petrus
- Orden Danilos I. für die Unabhängigkeit, Großkreuz
- Eisernes Kreuz (1914), I. und II. Klasse
- Vereinigtes Königreich Krönungsmedaille King Eduard VII.
- Vereinigten Königreich Krönungsmedaille King George V.

## Großherzogliches Parkhaus
Hauptartikel: Großherzogliches Palais Neustrelitz
Im Auftrag des Erbgroßherzogs wurde von 1913 bis 1916 in der Parkstraße, am Holzhof des Neustrelitzer Schlossparks, das „Großherzogliche Palais“ errichtet (auch „Parkvilla“ oder „Parkhaus“ genannt). Das neoklassizistische Parkhaus entstand nach einem Entwurf des Ministerial-Baurates Paul Schondorf. Bauherr Adolf Friedrich VI. nahm jedoch bedeutenden Einfluss auf die Baugestaltung des als Landhaus konzipierten Gebäudes.
Das Parkhaus hat die architektonische Grundform eines Rechtecks. Während sich die vordere Längsseite in zwei kurze Seitenrisalite gliedert, wird die hintere Längsseite von Mittelrisalit und den beiden vorspringenden polygonen Seitenvorbauten gegliedert. Ein abgewalmtes Mansarddach schließt das Gebäude nach oben hin ab.
Das herrschaftliche Wohnhaus teilt sich auf in das Untergeschoss, die beiden Hauptgeschosse und das Dachgeschoss. Im Untergeschoss wohnte das Personal. Zudem befanden sich dort die Küche und weitere Wirtschaftsräume. Das Erdgeschoss und das Obergeschoss beherbergte die Wohn- und Arbeitsräume des Großherzoges. Die Räumlichkeiten für die Gäste und die Wohnung der Hofdame befanden sich hingegen im Dachgeschoss.
Unmittelbar hinter dem Parkhaus liegt der sich nach Osten hin ausdehnende Park. Er wurde im Hauptteil als englische Gartenanlage ausgebildet. Bis in die 1930er Jahre hinein prägten die prächtigen Rosenpflanzungen und der stets gepflegte englische Rasen das schmuckvolle Erscheinungsbild der Parkanlage. Noch heute finden sich im ehemaligen Park edle Gehölze und verschiedene Kleinarchitekturen.
Erwähnenswert ist auch das nur wenige Meter südlich gelegene und zum Anwesen gehörende Stall- und Wohngebäude.
Nach der Thronbesteigung überließ Adolf Friedrich VI. seiner Mutter, Großherzogin Witwe Elisabeth, das Parkhaus, in dem sie am 20. Juli 1933 verstarb. Anschließend wurde es von der SA und dem Reichserziehungsministerium als Lehrhaus genutzt. Das Parkhaus steht heute unter Denkmalschutz. Ende 2016 sollte das Haus von einem Privatbesitzer zurück an das Land Mecklenburg-Vorpommern übertragen werden. Ein dazu anhängiges Gerichtsverfahren um die Höhe des Rückkaufpreises endete 2019.